# Nyckelharpa
La nyckelharpa (allemand : Schlüsselfidel) est un instrument de musique traditionnel à cordes frottées (archet) d'origine suédoise — plus précisément de la région d'Uppland, au nord de Stockholm. Il appartient à la même famille que la vielle à roue et la vièle. Son origine remonte au Moyen Âge et les premières représentations de l'instrument datent du XIVe siècle sous différentes formes. L'instrument connaît un regain d'intérêt depuis les années 1970, en Suède et ailleurs.
L'instrument se nomme également « vièle à clavier » (nyckel étant le mot suédois pour désigner une « clé »). Il est nommé violon à clavier [« keyed fiddle »] en anglais.

## Lutherie
La première forme recensée est la moraharpa, instrument plus petit que la nyckelharpa actuelle, avec une caisse en forme de 8, une rangée diatonique de touches actionnant une corde mélodique, deux bourdons et sans cordes sympathiques, puis on découvre une enkelharpa (en suédois nyckelharpa simple) où viennent se rajouter les cordes sympathiques (XVIIe siècle). Suit la kontrabasharpa au XIXe siècle, dont le nom, trompeur, fait référence à la disposition des bourdons (les deux cordes mélodiques étant situées "contre la basse") et non pas à la hauteur de jeu de l'instrument. Ce type de nyckelharpa est encore largement utilisé aujourd'hui. Enfin, le nyckelharpa moderne date des années 1940. Il est le fruit des travaux d'Eric Sahlström, musicien et luthier novateur, qui a ainsi remis au goût du jour l'instrument tombant peu à peu dans l'oubli. Ce nyckelharpa se décline avec nombre de variantes plus ou moins heureuses en fonction des désirs des musiciens et de la créativité des luthiers.
La nyckelharpa est composée d'une caisse de résonance en bois, quelquefois monoxyle mais le plus souvent, elle possède des éclisses chantournées ou ployées, avec un fond plat et une table cintrée.
L'épicéa est utilisé pour la table d'harmonie. Les éclisses, le fond et le manche peuvent être en aulne, en érable ou dans tout autre bois dur tels les fruitiers.
Le manche supporte un clavier de 14 à 50 touches chromatiques disposées sur une, trois ou quatre rangées selon les modèles qui permettent de sélectionner les notes sur les cordes mélodiques par l'action de sautereaux se situant sur plusieurs rangées dont chacune est généralement attribuée à une corde mélodique. L'archet est court et incurvé.
Les instruments modernes possèdent généralement 4 cordes mélodiques sans bourdon sur lesquelles les notes sont jouées à partir d'un clavier à 4 rangées de touches, et 12 cordes sympathiques (cordes non frottées par l'archet qui résonnent sous l'effet des cordes mélodiques enrichissant la sonorité). On peut aussi trouver des modèles diatoniques ou avec un bourdon et 6 cordes sympathiques.

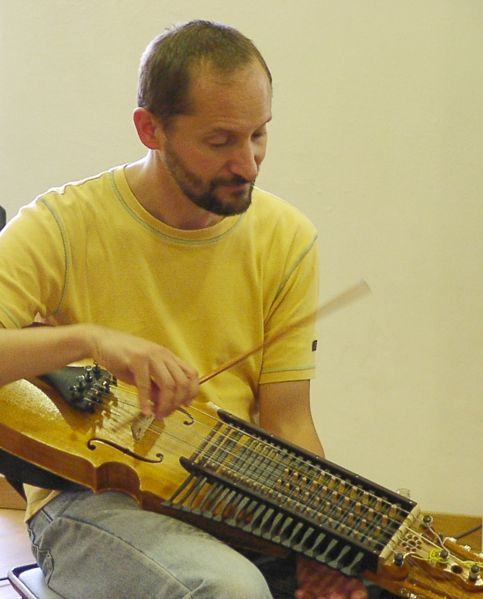
Tenue traditionnelle de l'instrument Marco Ambrosini.
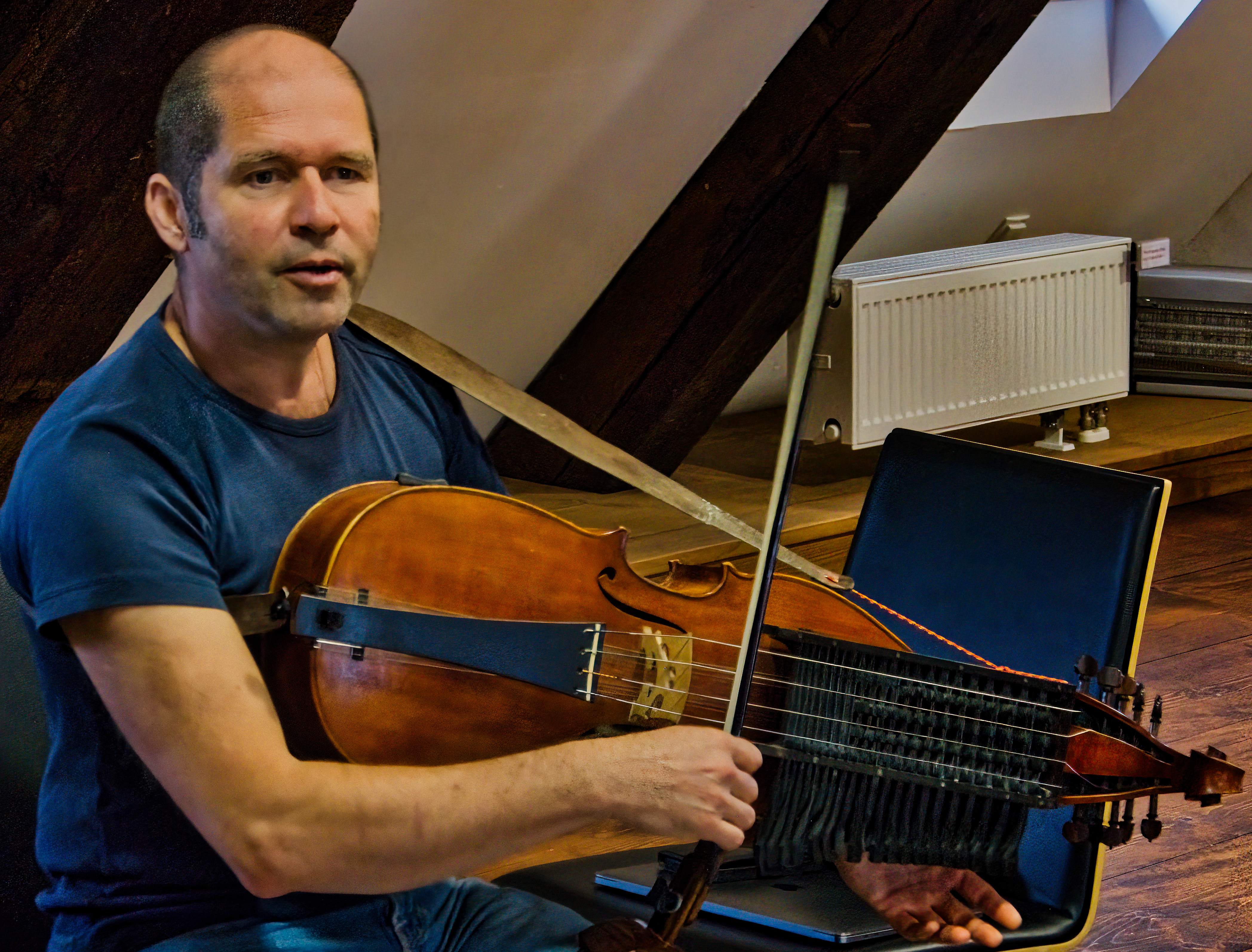
Tenue avec « technique Didier François ».

## Jeu
Traditionnellement, l'instrument se tient horizontalement, soutenu par une bandoulière, ou repose sur la cuisse droite. Didier François, violoniste et nyckelharpiste de Belgique, a élaboré pour cet instrument une technique nouvelle inspirée par la technique pour le violon du violoniste Arthur Grumiaux, qui offre une plus grande liberté d'exécution. Pour garder les bras détendus, il tient l'instrument plus vertical sur la poitrine, améliorant ainsi la vélocité et la qualité du son. De plus, grâce à une épaulière de violon, la nyckelharpa est tenue légèrement éloignée du corps pour optimiser la vibration de la caisse de résonance. Aujourd'hui, de plus en plus de joueurs de nyckelharpa adoptent la « Technique Didier François ».

## Luthiers et musiciens français
Le Mirecurtien Jean-Claude Condi fut le premier luthier français à fabriquer cet instrument en France [source insuffisante]. Il a été rejoint dans cette démarche par des luthiers de renom tels Annette Osann (Dole-Jura) et Jacques Fuchs (Lautenbach - Haut Rhin) bénévole à l'Écomusée d'Alsace,
Parmi les musiciens qui jouent de la nyckelharpa sur scène, on peut citer Aliocha Regnard,Laurent Vercambre, Rudy Velghe du groupe Orion (4 albums sur Keltia Musique), Eléonore Billy (duo Octantrion), Jean Darbois, Jenny Demaret (duo Merline), Annette Osann (duo Arcangelo), Frédéric Aurier (SuperKlang), Elodie Poirier (duo Niseïs), Pierrick Valence ( Finngaill ).

## Reconnaissance
« Le réseau dédié au nyckelharpa, diffusion innovante d'une tradition musicale et de lutherie ayant ses racines en Suède » est inscrit au registre des meilleures pratiques de sauvegarde par l'UNESCO en décembre 2023.

## Discographie
- Grieg, Alfedans : pièces lyriques, Ballade, op. 24 ; Danses norvégiennes, op. 35 – Eva-Maria Rusche, orgue ; Marco Ambrosini, Nyckelharpa (19-21 mars 2020, DHM/Sony G010004551424) (OCLC 1259001092)